# Демографска историја Вршца
Демографска историја Вршца

## Подаци из Средњег века
У време средњовековне угарске власти, Вршац је био насељен Србима.

## Подаци из османског периода
У време османске власти, Вршац је био насељен муслиманима и Србима.

## Подаци из прве половине 18. века
У време успостављања хабзбуршке власти (прва половина 18. века), Вршац је имао седамдесетак кућа и био је настањен српским становништвом. Поред старог, српског Вршца, оснива се тада и нови, немачки Вршац. Ова два насеља ће се формално ујединити 1795. године.

## Подаци из 1784. године
По подацима из 1784. године, Вршац је имао претежно српско становништво.

## Подаци из 1910. године
По подацима из 1910. године, Вршац је имао 27.370 становника, који су говорили следеће језике:
- немачки = 13.556
- српски = 8.602
- мађарски = 3.890
- румунски = 879

## Подаци из 1921. године
По подацима из 1921. године, Вршац је имао претежно немачко становништво.

## Подаци из 1931. године
По подацима из 1931. године, Вршац је имао 29.411 становника, који су говорили следеће језике:
- српски, хрватски, словеначки, македонски = 13.425
- немачки = 11.926
- мађарски = 2.787
- арнаутски = 28
- остали словенски = 570
- остали језици = 675

## Подаци из 1948. године
Етнички састав Вршца према подацима из 1948. године - од укупно 23.538 становника, било је припадника следећих етничких група:
- Срби = 15.887
- Мађари = 3.500
- Немци = 1.296
- Словенци = 645
- Румуни = 564
- Хрвати = 446
- Роми = 267
- Руси = 223
- Чеси = 204
- Македонци = 134
- Словаци = 109
- Црногорци = 101

## Подаци из 1953. године
По подацима из 1953. године, Вршац је имао претежно српско становништво.

## Подаци из 1961. године
Етнички састав Вршца према подацима из 1961. године - од укупно 31.620 становника, било је припадника следећих етничких група:
- Срби = 23.371
- Мађари = 3.643
- Хрвати = 483
- Словенци = 293
- Роми = 281
- Црногорци = 228
- Македонци = 224

## Подаци из 1971. године
Етнички састав Вршца према подацима из 1971. године - од укупно 34.256 становника, било је припадника следећих етничких група:
- Срби = 25.944
- Мађари = 3.253
- Југословени = 885
- Хрвати = 442
- Македонци = 322
- Роми = 244
- Црногорци = 228
- Словенци = 198
- Албанци = 100

## Подаци из 1981. године
Етнички састав Вршца према подацима из 1981. године - од укупно 37.513 становника, било је припадника следећих етничких група:
- Срби = 26.851
- Југословени = 3.406
- Мађари = 2.753
- Роми = 663
- Македонци = 429
- Хрвати = 370
- Црногорци = 313
- Словенци = 163

## Подаци из 1991. године
Етнички састав Вршца према подацима из 1991. године - од укупно 36.885 становника, било је припадника следећих етничких група:
- Срби = 26.309
- Југословени = 3.279
- Мађари = 2.125
- Румуни = 1.826
- Роми = 850

## Подаци из 2002. године
Етнички састав Вршца према подацима из 2002. године - од укупно 36.623 становника, било је припадника следећих етничких група:
- Срби = 28.372 (77,47%)
- Мађари = 1.800 (4,92%)
- Румуни = 1.734 (4,74%)
- Југословени = 848 (2,32%)
- Роми = 644 (1,76%)